# Beňadiková
Beňadiková é um município da Eslováquia, situado no distrito de Liptovský Mikuláš, na região de Žilina. Tem 4,97 km² de área e sua população em 2018 foi estimada em 536 habitantes.

## Demografia
| Ano:        | 1994 | 2004   | 2014    | 2024   |
| ----------- | ---- | ------ | ------- | ------ |
| Broj ljudi: | 431  | 435    | 481     | 527    |
| Razlika:    |      | +0,92% | +10,57% | +9,56% |

| Ano:               | 2023 | 2024   |
| ------------------ | ---- | ------ |
| Número de pessoas: | 528  | 527    |
| Diferença:         |      | -0,18% |